# Levinus Ferdinand de Beaufort
Lieven Ferdinand de Beaufort (Fort St. Anna, 9 oktober 1675 - Middelburg, 9 november 1730), of (gelatiniseerd) Levinus Ferdinand de Beaufort, was een Nederlands-Zeeuwse jurist, politiek ambtsdrager en auteur.

## Jeugd en studie
Lieven Ferdinand werd als telg van het patriciërsgeslacht de Beaufort in 1675 geboren in Fort St. Anna, waarvan de resten liggen in het Verdronken Land van Saeftinghe. Zijn vader was Laurens Bernard de Beaufort (1630-1702), bevelhebber op genoemd fort, en zijn moeder was Levina van Vrijberghe (1640 - 1703). Hij was de achtste van elf kinderen. Zijn jongere broer Willem Gijsbert (1679-1741/1746), zou later raad en burgemeester van Veere worden.
Na een jaar Franse School in Breda ging de Beaufort op 12-jarige leeftijd naar de Latijnse school, die hij in juli 1690 onder rector Eduard van Zurck afrondde. Omdat hij op dat moment nog te jong geacht werd voor de academie van Franeker, bleef de Beaufort bij genoemde rector privélessen in literature en historiën volgen en verhuisde zelfs met hem mee van Breda naar Haarlem.
In september 1692 werd De Beaufort toegelaten tot de Academie van Franeker, waar hij rechten ging studeren onder achtereenvolgens professor Cornelis van Eck en Ulric Huber. Na tweeënhalf jaar vertrok de Beaufort naar Utrecht. In die plaats promoveerde hij op 4 juni 1695, na verdediging van zijn proefschrift De advocatis.

## Werkzame leven
De Beaufort vestigde zich als advocaat in Den Haag en vervolgens  (1698) in Goes. In 1701 werd hij benoemd tot pensionaris van Sluis. In 1711 verhuisde hij naar Tholen, waar hij op 15 oktober 1712 als raad werd aangesteld. Op 28 November 1715 (andere bronnen noemen 5 december) volgde een benoeming tot Gecommitteerde Raad namens de stad Tholen bij de Staten van Zeeland en op 16 December van dat jaar tot Raad van de Admiraliteit. In mei 1716 vestigde hij zich definitief in Middelburg, waar hij 9 november 1730 overleed.

## Huwelijken en kinderen.
Op 19 april 1703 trouwde De Beaufort te Middelburg met Cornelia van Vrijberghe (1677-1709), een nicht van moederszijde. Het paar had drie kinderen.
Op 11 juni 1710 trad hij te Hengstdijk in het huwelijk met zijn nicht Maria de Beaufort (1687-1723), die hem twee kinderen schonk.
Een derde huwelijk werd op 20 augustus 1725 in Middelburg gesloten met Jacoba Plasschaert (1660-1726). Uit dit huwelijk werden geen kinderen geboren.